# Loon (Drenthe)
Pour les articles homonymes, voir Loon.
Loon est un village situé dans la commune néerlandaise d'Assen, dans la province de Drenthe. Le 1er janvier 2004, le village comptait 280 habitants.